# Ana Lorena Elorduy
Ana Lorena Elorduy (Ciudad de México, México; 26 de agosto de 1992) es una actriz mexicana de televisión.

## Carrera
Inicio su debut en 2016 participando en el unitario de La rosa de Guadalupe en donde personificó a Xóchitl en el  capítulo llamado "Encontrar el camino".
Su primera oportunidad en telenovelas llega en 2017 con El vuelo de la victoria producción de Nathalie Lartilleux, donde interpretó a Elisa de la Peña y compatiendo créditos al lado de Paulina Goto, Andrés Palacios y Mane de la Parra.
En 2018 participó en las telenovelas de Por amar sin ley personificando a Imelda y a finales de ese mismo año también participó en Amar a muerte al lado de Angelique Boyer y Michel Brown. Además entre el 2018 y 2019 participó en el otro unitario de Televisa en Como dice el dicho donde estuvo apareciendo en varios capítulos.
Para 2019 participa en la serie web Puño limpio interpretando a Yanny, al lado de los actores Hugo Catalán y Michel Duval entre otros más.
En 2021 fue parte del elenco de Diseñando tu amor producida por Pedro Ortiz de Pinedo en donde interpretó a Camila y compartiendo escenas con Gala Montes, Juan Diego Covarrubias, Ale Müller y un gran reparto coral.

## Filmografía

### Telenovelas
- Diseñando tu amor (2021) .... Camila Casanova Morales[5]
- Amar a muerte (2018) .... Guadalupe Valdés (joven)
- Por amar sin ley (2018) .... Imelda Huerta[6]
- El vuelo de la Victoria (2017) .... Elisa de la Peña

### Series de televisión
- Esta historia me suena (2020) .... Varios episodios
- Puño limpio (2019) .... Yanny
- Como dice el dicho (2018-2019) .... Varios episodios
- La rosa de Guadalupe (2016).... Xochitl , Episodio:"Encontrar el camino"